# Al-Jaish Sport Club 2011-2012
Questa voce raccoglie le informazioni riguardanti l'Al-Jaish Sport Club nelle competizioni ufficiali della stagione 2011-2012.

## Stagione
La stagione 2011-2012 è stata la prima per l'Al-Jaish nella massima serie del campionato qatariota di calcio cioè la Qatar Stars League. La squadra ha concluso il campionato al 2º posto a soli 2 punti dai campioni del Lekhwiya Sports Club, guadagnandosi l'accesso alla AFC Champions League 2013. Nelle coppe nazionali l'Al-Jaish è stato eliminato in semifinale nella Qatar Crown Prince Cup, nella Sheikh Jassem Cup e anche nella Emir of Qatar Cup.

## Rosa
| N. |                    | Ruolo | Calciatore             |
| -- | ------------------ | ----- | ---------------------- |
| 3  | Bahrein (bandiera) | D     | Husain Ali Baba        |
| 4  | Brasile (bandiera) | D     | Anderson Martins       |
| 5  | Brasile (bandiera) | D     | Marcone Amaral         |
| 6  | Qatar (bandiera)   | D     | Fawaz Al Khater        |
| 7  | Sudan (bandiera)   | C     | Tamer Jamal Othman     |
| 8  | Qatar (bandiera)   | D     | Saad Al-Shammari       |
| 9  | Brasile (bandiera) | A     | Adriano                |
| 10 | Algeria (bandiera) | C     | Karim Ziani (capitano) |
| 11 | Oman (bandiera)    | C     | Ahmed Hadid            |
| 13 | Qatar (bandiera)   | C     | Dheyab Hassan          |
| 14 | Tunisia (bandiera) | C     | Mohammad Mathnani      |
| 15 | Qatar (bandiera)   | A     | Abdulgadir Ilyas Bakur |
| 16 | Qatar (bandiera)   | D     | Mohammed Alhaj         |
| 17 | Qatar (bandiera)   | C     | Hamood Al Yazidi       |
| 19 | Qatar (bandiera)   | D     | Abdulrahman Issa       |

| N. |                    | Ruolo | Calciatore          |
| -- | ------------------ | ----- | ------------------- |
| 20 | Brasile (bandiera) | A     | Wagner Ribeiro      |
| 21 | Qatar (bandiera)   | D     | Mohammad Jumaa      |
| 23 | Brasile (bandiera) | C     | Eduardo             |
| 24 | Qatar (bandiera)   | C     | Mohammed Al Jabri   |
| 26 | Qatar (bandiera)   | C     | Osama Sanad         |
| 33 | Senegal (bandiera) | P     | Hassan Idriss Dicko |
| 70 | Siria (bandiera)   | A     | Ismail Mahmoud      |
| 77 | Qatar (bandiera)   | D     | Naif Al Khater      |
| 90 | Brasile (bandiera) | P     | Evanildo            |
| 91 | Qatar (bandiera)   | C     | Rashid Al Ghafrani  |
|    | Qatar (bandiera)   | C     | Mojtaba Said        |
|    | Qatar (bandiera)   | C     | Ali Qassim          |
|    | Qatar (bandiera)   | A     | Ali Askar Ali       |
|    | Qatar (bandiera)   | A     | Mahir Yousef        |

### Staff tecnico
- Péricles Chamusca - Allenatore